# TXNRD3NB
TXNRD3NB (англ. Thioredoxin reductase 3 neighbor) – білок, який кодується однойменним геном, розташованим у людей на 3-й хромосомі. Довжина поліпептидного ланцюга білка становить 133 амінокислот, а молекулярна маса — 14 331.
| 10         |  | 20         |  | 30         |  | 40         |  | 50         |
| ---------- |  | ---------- |  | ---------- |  | ---------- |  | ---------- |
| MRDLSERRLG |  | QPELKAEQQM |  | PLEPVRARLS |  | VGLACCCSHT |  | TAEASSLEHG |
| DKVFGQGFPS |  | PLEEIKRLLK |  | ISRALQARSV |  | PSTQEKAKCL |  | SGEPGQPEGK |
| GQETYPGPGK |  | VEGKAEPAMR |  | KDDVCPGMKC |  | ISG        |  |            |

A: Аланін

C: Цистеїн

D: Аспарагінова кислота

E: Глутамінова кислота

F: Фенілаланін

G: Гліцин

H: Гістидин

I: Ізолейцин

K: Лізин

L: Лейцин

M: Метіонін

P: Пролін

Q: Глутамін

R: Аргінін

S: Серин

T: Треонін

V: Валін